# Скорошник
Скорошник (алб. Shkarashnik) је насеље у општини Клина, Косово и Метохија, Република Србија.

## Становништво
| Демографија | Демографија | Демографија |
| Година      | Становника  | Становника  |
| ----------- | ----------- | ----------- |
| 1948.       | 185         |             |
| 1953.       | 204         |             |
| 1961.       | 236         |             |
| 1971.       | 344         |             |
| 1981.       | 450         |             |
| 1991.       | 592         |             |